# The Rembrandts
The Rembrandts este o formație rock din Los Angeles, California formată de Phil Solem și Danny Wilde în 1989. Sunt cunoscuți mai ales pentru coloana sonoră a sitcom-ului Friends (I'll Be There for You).

## Discografie
- The Rembrandts (1990)
- Untitled (1992)
- LP (1995)
- Spin This - Danny Wilde + The Rembrandts (1998)
- Lost Together (2001)
- Choice Picks  (2005)
- Greatest Hits  (2006)